# 塞拉芬·贝加斯
塞拉芬·贝加斯·岡薩雷斯（西班牙語：Serafín Vegas González，1945年9月30日—2020年3月28日），西班牙思想史学家，阿爾卡拉大學名誉教授。

## 生平
1945年9月30日生于托莱多省纳瓦莫尔昆德。早年在马德里康普顿斯大学学习哲学和文学。1974年获巴伦西亚大学哲学博士学位。曾在巴伦西亚和马德里的中学任教。1983年，进入阿爾卡拉大學任教，后来成为名誉教授。主要论著《西班牙文艺复兴思想史上的托莱多》（1985年），《理查德·罗蒂 (1931-)》（1998年），《思想史上的托莱多翻译院》（1998年）等。2020年3月28日逝世。